# Привреда Грчке
Привреда Грчке је 48. највећа привреда на свету са номиналним бруто домаћим производом (БДП) од 192.691 милијарди долара годишње. То је такође 55. највећа привреда на свету по паритету куповне моћи, на 288.418 милијарди долара годишње. Од 2017. године Грчка је седамнаеста највећа привреда у Европској унији од 28 чланица. Према проценама ММФ-а за 2017. годину, Грчка се налази на 39. и 49. месту на свету са 18.637 долара и 27.737 долара за номинални БДП по глави становника и паритету куповне моћи по глави становника.
Грчка је развијена земља са привредом заснованом на услугама (82,8%) и индустријским секторима (13,3%). Пољопривредни сектор је у 2015. години допринео 3,9% националне економске производње. Важне грчке индустрије укључују туризам и транспорт. Са 18 милиона међународних туриста у 2013. години, Грчка је била седма најпосећенија земља у Европској унији и 16. на свету. Грчка трговачка морнарица је највећа на свету, а бродови у власништву Грчке чине 15% укупне глобалне тонаже од 2013. године. Повећана тражња за међународним поморским саобраћајем између Грчке и Азије резултирала је без преседана у инвестицију у поморској индустрији.
Земља је значајан пољопривредни произвођач унутар ЕУ. Грчка има највећу привреду на Балкану и она је важан регионални инвеститор. Грчка је била највећи страни инвеститор у Албанији 2013. године, трећи у Бугарској, налази се у топ 3 у Румунији и Србији и најважнији је трговински партнер и највећи страни инвеститор у Македонији. Грчка телекомуникацијска компанија ОТЕ постала је снажан инвеститор у бившој Југославији и у другим балканским земљама.
Грчка је класификована као напредна привреда са високим приходима и била је оснивач Организације за економску сарадњу и развој (ОЕЦД) и Организације црноморске економске сарадње (БСЕЦ). Земља се придружила ономе што је сада Европска унија 1981. године. 2001. године, Грчка је усвојила евро као своју валуту, замењујући грчку драхму по курсу од 340,75 драхма по евру. Грчка је чланица Међународног монетарног фонда и Светске трговинске организације, а рангирана је на 34. месту на Ернст & Јанговом индексу глобализације 2011. године.
Други светски рат (1939—1945) је уништио привреду земље, али високи нивои економског раста који су уследили од 1950. до 1980. године називани су грчким економским чудом. Од 2000. године Грчка је забележила висок ниво раста БДП-а изнад просека Еврозоне, који је износио 5,8% у 2003. и 5,7% у 2006. години. Последична велика светска економска криза и грчка криза владиног дуга, централни фокус на ширу европску дужничку кризу, снизили су привреду у оштар пад, са реалним стопама раста БДП-а од -0,3% у 2008. години, -4,3% у 2009. години, -5,5% у 2010. години, -9,1% у 2011. години, -7,3% у 2012. години и -3,2% у 2013. години. Током 2011. године јавни дуг земље достигао је 356 милијарди евра (172% номиналног БДП-а). Након преговора о највећем реструктурирању дуга у историји са приватним сектором, Грчка је у првом кварталу 2012. године смањила оптерећеност државног дуга на 280 милијарди евра (137% БДП-а). Грчка је остварила реалну стопу раста БДП-а од 0,7% у 2014. години, након 6 година економског опадања, али се смањила за 0,3% у 2015. години и за 0,2% у 2016. години.

## Историја
Еволуција грчке привреде током 19. века (период који је трансформисао велики део света због индустријске револуције) је мало истраживан. Недавна истраживања из 2006. године истражују постепени развој индустрије и даљи развој бродарства у претежно пољопривредној привреди, израчунавајући просечну стопу раста БДП-а по становнику између 1833. и 1911. године, где је нешто нижа од оних других западноевропских земаља. Индустријска активност (укључујући и тешку индустрију попут бродоградње) била је очигледна, углавном у Ермуполију и Пиреју. Без обзира на то, Грчка се суочила с економским тешкоћама и изгубила је парницу због изостанка својих екстерних зајмова из 1826, 1843, 1860 и 1893. године.
Друге студије подржавају горњи поглед општих трендова у привреди, пружајући компаративне мере животног стандарда. Доходак по глави становника (по куповној моћи) Грчке био је 65%, а у Француској 1850. године, 56% - 1890. године, 62% - 1938. године, 75% - 1980. године, 90% - 2007. године, 96,4% 2008. године и 97,9% - 2009. године.
Развој државе после Другог светског рата у великој мери је повезан са грчким економским чудом. Током тог периода, Грчка је у Европи била рангирана на првом месту у погледу раста БДП-а. Индикативно је да је грчка привреда у периоду од 1960. до 1973. године порасла за 7,7%, за разлику од 4,7% за ЕУ15 и 4,9% за ОЕЦД. Такође је током тог периода извоз порастао за просечну годишњу стопу од 12,6%.

### Предности и слабости
Грчка је високо рангирана у животном стандарду и има веома висок индекс хуманог развоја, при чему је 2014. године била рангирана на 29. месту на свету. Међутим, тешка рецесија последњих година је забележила пад БДП-а по глави становника са 94% просека ЕУ у 2009. години на 68% у 2016. години. Стварна индивидуална потрошња по глави становника опала је са 104% просека ЕУ на 77% током истог периода.
Главне индустрије у Грчкој су туризам, шпедиција, индустријски производи, прерада хране и дувана, текстил, хемикалије, метални производи, рударство и нафта. Грчки раст БДП-а такође је, као просек, од раних деведесетих био већи од просека ЕУ. Међутим, грчка привреда наставља да се суочава са значајним проблемима, као што су висока стопа незапослености, неефикасна бирократија јавног сектора, утаја пореза, корупција и ниска глобална конкурентност.
Грчка се налази на 59. месту на свету по Индексу перцепције корупције уз Румунију, с тим да су само Мађарска и Бугарска лошије рангиране међу чланицама ЕУ. Грчка такође има најнижи индекс економске слободе и глобалне конкурентности у ЕУ, где се налази на 115. и 87. месту на свету.
После четрнаест узастопних година економског раста, Грчка је 2008. године доживела Светску економску кризу. До краја 2009. године грчка привреда суочила се са највећим буџетским дефицитом и односом државног дуга према БДП-у у ЕУ. После неколико ревизија, буџетски дефицит за 2009. годину је процењен на 15,7% БДП-а. Ово, у комбинацији са брзим растућим нивоом дуга (127,9% БДП-а у 2009. години) довело је до наглог пораста трошкова задуживања, чиме је Грчку ефикасно избацило из глобалног финансијског тржишта и резултирало је озбиљном економском кризом.
Грчка је оптужена за покушај прикривања степена њеног масовног буџетског дефицита након глобалне финансијске кризе. Наводи су изазвани огромном ревизијом буџетског дефицита за 2009. годину од стране нове владе ПАСОК-а која је изабрана у октобру 2009. године, од "6-8%" (процењено од стране претходне владе Нове демократије) на 12,7% (касније ревидирано на 15,7%). Међутим, прецизност ревидираних података је такође доведена у питање и у фебруару 2012. године Хеленски парламент је гласао за службену истрагу након оптужби бившег члана Грчке статистичке управе да је дефицит био вештачки направљен како би оправдао строже мере штедње.
Грчка радна снага, са око 5 милиона радника, и са просечно 2.032 радних сати по раднику годишње у 2011. години, била је на четвртом месту међу земљама ОЕЦД-а, након Мексика, Јужне Кореје и Чилеа. Центар за раст и развој Гронингена објавио је истраживање у којем се открива да је између 1995. и 2005. године, Грчка била земља чији су радници имали највећи број радних сати годишње међу европским земљама; Грци су радили просечно 1.900 сати годишње, а затим Шпанци (са просечно 1.800 сати годишње).
Као резултат текуће економске кризе, индустријска производња у земљи се смањила за 8% у периоду од марта 2010. до марта 2011. године. Обим грађевинских активности у 2010. години забележио је смањење од 73%. Поред тога, промет у малопродаји забележио је пад од 9% у периоду од фебруара 2010. до фебруара 2011. године.
Између 2008. и 2013. године незапосленост је порасла, са већ ниског нивоа од 7,2% у другом и трећем кварталу 2008. године на 27,9% у јуну 2013. године, што је оставило више од милион људи без посла. Незапосленост младих у мају 2013. достигла је 64,9%. У 2015. години стопа незапослености је процењена на око 24%, а незапосленост младих око 47%. Међутим, до јула 2017. стопа се побољшала и износила је 21,7%.

### Улазак у Еврозону
Дана 19. јуна 2000. године Европски савет је прихватио Грчку у Економску и монетарну унију Европске уније на основу бројних критеријума (стопа инфлације, буџетски дефицит, јавни дуг, дугорочне каматне стопе, девизни курс), користећи 1999. годину као референтну годину. Након ревизије коју је наредила долазна влада Нове демократије 2004. године, Еуростат је открио да статистика за буџетски дефицит није пријављена.
Већина разлика у ревидираном броју буџетског дефицита уследила је због привремене промене рачуноводствених поступака од стране нове владе, тј. трошкова евидентирања када је војни материјал наручен, а не примљен. Међутим, то је ретроактивна примена методологије ЕСА95 (примењује се од 2000. године) од стране Еуростата, која је коначно подигла буџетски дефицит референтне године (1999) на 3,38% БДП-а, чиме је премашио границу од 3%. То је довело до тврдњи да Грчка (сличне тврдње су постојале о другим европским земљама попут Италије) заправо није испунила свих пет критеријума за приступање, као и заједничку перцепцију да је Грчка ушла у Еврозону кроз "фалсификован" број дефицита.
У извештају ОЕЦД-а за Грчку из 2005. године јасно је наведено да "утицај нових рачуноводствених правила на фискалне цифре за период од 1997. до 1999. године износио је од 0,7 до 1% БДП-а"; ова ретроактивна промена методологије била је одговорна за ревидирани дефицит који је прелазио 3% 1999. године, што је била година квалификације за чланство Грчке у Економску и монетарну унију Европске уније. Наведено је довело до тога да је грчки министар финансија разјаснио да је буџетски дефицит за 1999. годину био испод прописане границе од 3% када се рачуна са методологијом ЕСА79 која је била на снази у време подношења захтева Грчке и стога су испуњени критеријуми.
Првобитна рачуноводствена пракса за војне трошкове касније је обновљена у складу са препорукама Еуростата, чиме се теоретски смањио чак и прорачунски дефицит Грчке за 1999. годину на испод 3% (званична обрада Евростата још увек се чека за 1999. годину).
Понекад се направи грешка у расправи о улазу Грчке у Еврозону са полемиком у погледу коришћења уговора о дериватима са америчким банкама од стране Грчке и других земаља Еврозоне како би се вештачки смањили њихови пријављени буџетски дефицити. Валутна размена договорена са групацијом Голдман Сакс дозволила је Грчкој да "сакрије" 2,8 милијарди евра дуга, међутим, то је утицало на вредности дефицита након 2001. године (када је Грчка већ била примљена у Еврозону) и није повезана са уласком Грчке у Еврозону.
Студија судских рачуновођа за период од 1999. до 2009. године показала је да су подаци које је Еуростат доставио Грчкој, између осталог, имала статистичку дистрибуцију која указује на манипулацију; "Грчка са средњом вредношћу од 17,74 показује највеће одступање од Бенфордовог закона међу чланицама Еврозоне, а затим следе Белгија са вредношћу 17,21 и Аустрија са вредношћу 15,25".

### Криза државног дуга за период 2010–2015.
До краја 2009. године, као резултат комбинације међународних и локалних фактора, грчка привреда суочила се са најтежом кризом од рестаурације демократије 1974. године, док је грчка влада ревидирала свој дефицит предвиђен на 3,7% почетком 2009. и 6% у септембру 2009. године, на 12,7% бруто домаћег производа (БДП).
Почетком 2010. године откривено је да су уз помоћ Голдман Сакса, Моргана и многих других банака развијени финансијски производи који су владама Грчке, Италије и многих других европских земаља сакрили задуживање. Десетине сличних споразума закључено је широм Европе, при чему су банке испоручиле новчану накнаду у замену за будуће уплате од стране укључених влада; заузврат, обавезе укључених земаља су држане "изван књига".
Према Шпигелу, кредити дати европским владама били су прикривени као "размена" и стога нису регистровани као дуг, јер је Еуростат у то време игнорисао статистике који укључују финансијске деривате. Немачки трговац деривата је коментарисао за Шпигел да "Мастрихтска правила могу бити изузетно легална путем размена", и "У претходним годинама, Италија је користила сличан трик да маскира свој прави дуг уз помоћ друге америчке банке". Ови услови омогућили су Грчкој и многим другим европским владама да троше изван својих средстава, уз истовремено остваривање циљева дефицита Европске уније и смерница о монетарној унији. У мају 2010. године, дефицит грчке владе поново је ревидиран и процењен на 13,6% што га чини највећим у односу на БДП, при чему је Исланд на првом месту са 15,7%, а Уједињено Краљевство је на трећем месту са 12,6%.
Према неким проценама, јавни дуг је предвиђен да ће достићи 120% БДП-а током 2010. године.
Као последица тога, дошло је до кризе у међународном поверењу у способност Грчке да отплати свој државни дуг, што се огледа у порасту стопе задуживања земље (иако је њихов спорији раст - 10-годишњи принос државних обвезница у априлу 2010. године премашио је 7% - поклапајући се са великим бројем негативних чланака, довело је до аргумената о улози међународних медија у еволуцији кризе). Да би се спречило неизвршење обавеза (као што су високе стопе задуживања ефикасно забраниле приступ тржиштима), у мају 2010. године остале земље Еврозоне и ММФ су се сложиле са "пакетом за спашавање", који је укључивао давање Грчкој 45 милијарди евра као зајам, од којих је било потребно више средстава у укупном износу од 110 милијарди евра. Да би осигурала финансирање, Грчка је морала да усвоји строге мере штедње како би њен дефицит био под контролом. Њихову имплементацију требало је да прати и оцењује Европска комисија, Европска централна банка и ММФ.
Финансијска криза, нарочито пакет штедње ЕУ и ММФ-а, наишла је на бес код грчке јавности, што је довело до немира и друштвених устанака, док су биле теорије о ефектима код међународних медија. Упркос - други кажу због - дугог низа мера штедње, државни дефицит се није смањио у складу с тим, углавном, према многим економистима, због накнадне рецесије.
Радници из јавног сектора кренули су да штрајкују како би се супротставили смањењу броја запослених и смањењу плата, јер је влада обећавала да ће се убрзати велики програм приватизације. Неколико десничарских екстремиста су понекад третирали имигранте као жртвене јарце за економске проблеме.
Године 2013, Грчка је постала прво развијено тржиште које би се рекласификовало као ново тржиште финансијских компанија МСЦИ и С&П Дов Џоунс Индицес.
До јула 2014. године још увек се осећао бес и организовали су се протести због мера штедње, уз 24-часовни штрајк међу владиним радницима који су се временом подударали са ревизијом инспектора Међународног монетарног фонда, Европске уније и Европске централне банке пре одлуке о другој позајмици у износу од милијарду евра (1,36 милијарди долара), који је уследио крајем јула.
Грчка је изашла из своје шестогодишње рецесије у другом кварталу 2014. године, али изазови осигурања политичке стабилности и одрживости дуга су остали.
У јуну 2017. године, медијски извештаји указују на то да се "оптерећивање дуга" није ублажило и да је Грчка била у ризику од неплаћања неких исплата. Међународни монетарни фонд је изјавио да земља треба поново да буде способна да позајми "у догледно време". У то време Еврозона је Грчкој дала још један кредит од 9,5 милијарди долара, 8,5 милијарди долара зајмова и кратке детаље о могућем смањењу дуга уз помоћ ММФ-а. Грчка влада је 13. јула упутила писмо о намерама ММФ-у, са 21 обавезама које је обећала да ће испунити до јуна 2018. године. Они укључују промене у законима о раду, план за закључивање уговора о раду у јавном сектору, претварање привремених уговора у трајне споразуме и да прерачунају исплате пензија како би смањиле трошкове социјалног осигурања.

## Примарни сектор

### Пољопривреда и рибарство
Грчка је 2010. године била највећи произвођач памука у Европској унији (183.800 тона) и пистаћа (8.000 тона) а друга у производњи пиринча (229.500 тона) и маслина (147.500 тона), трећа у производњи смокава (11.000 тона ) и и бадема (44.000 тона), парадајза (1.400.000 тона) и лубеница (578,400 тона) и четврта у производњи дувана (22.000 тона). Пољопривреда доприноси 3,8% БДП земље и запошљава 12,4% радне снаге земље.
Грчка је главни корисник Заједничке пољопривредне политике Европске уније. Као резултат уласка земље у Европску заједницу, већина пољопривредне инфраструктуре је надограђена и пољопривредна производња је повећана. Између 2000. и 2007. године органска пољопривреда у Грчкој порасла је за 885%, што је највећи проценат промена у ЕУ.
У 2007. години Грчка је имала 19% рибарског извора ЕУ у Средоземном мору, при чему је била на трећем месту са 85.493 тона и прва међу чланицама Европске уније по броју рибарских бродова на Медитерану. Поред тога, земља је у категорији укупних количина риба уврштена на 11. место у ЕУ, са 87.461 тона.

## Секундарни сектор

### Индустрија
Између 2005. и 2011. године, Грчка је имала највећи процентуални раст индустријске производње у поређењу са нивоима из 2005. године од свих чланица Европске уније, са повећањем од 6%. Статистике Еуростата показују да је грчка финансијска криза погодила индустријски сектор током читаве 2009. и 2010. године, док је домаћа производња пала за 5,8%, а индустријска производња уопште за 13,4%. Тренутно је Грчка трећа у Европској унији у производњи мермера (преко 920.000 тона), након Италије и Шпаније.
Између 1999. и 2008. године обим трговине на мало у Грчкој повећао се у просеку за 4,4% годишње (укупан пораст од 44%), док је у 2009. години смањен на 11,3%. Једини сектор који у 2009. години није имао негативан раст био је сектор администрација и услуга, са маргиналним растом од 2,0%.
У 2009. години, продуктивност рада у Грчкој била је 98% у односу на просек ЕУ, али је његова продуктивност радног сата била 74% у односу на просек Еврозоне. Највећи индустријски послодавац у земљи (2007. године) била је прерађивачка индустрија (407.000 људи), праћена грађевинарством (305.000) и рударством (14.000).
Грчка има значајну индустрију бродоградње и одржавања бродова. Шест бродоградилишта око луке Пиреј се воде међу највећим у Европи. Последњих година, Грчка је постала лидер у изградњи и одржавању луксузних јахти.
| Ранг | Производња                                  | Производња                                  | Ранг                                        | Производња                                  | Производња                                  |
| Ранг | Индустрија                                  | Вредност                                    | Ранг                                        | Индустрија                                  | Вредност                                    |
| ---- | ------------------------------------------- | ------------------------------------------- | ------------------------------------------- | ------------------------------------------- | ------------------------------------------- |
| 1    | Портланд цемент                             | €897,378,450                                | 6                                           | Дуван                                       | €480,399,323                                |
| 2    | Фармацеутска индустрија                     | €621,788,464                                | 7                                           | Пиво                                        | €432,559,943                                |
| 3    | Готови бетон                                | €523,821,763                                | 8                                           | Млечни производи                            | €418,527,007                                |
| 4    | Безалкохолно пиће                           | €519,888,468                                | 9                                           | Алуминијумске плоче                         | €391,393,930                                |
| 5    | Арматурна трака                             | €499,789,102                                | 10                                          | Кока-кола производи                         | €388,752,443                                |
|      |                                             |                                             |                                             |                                             |                                             |
| –    | Укупна вредност производње: €20,310,940,279 | Укупна вредност производње: €20,310,940,279 | Укупна вредност производње: €20,310,940,279 | Укупна вредност производње: €20,310,940,279 | Укупна вредност производње: €20,310,940,279 |

| Ранг | Производња | Производња                                  | Ранг                                        | Производња | Производња                                  |
| Ранг | Индустрија | Вредност (€)                                | Ранг                                        | Индустрија | Вредност(€)                                 |
| ---- | --- | ------------------------------------------- | ------------------------------------------- | --- | ------------------------------------------- |
| 1    | Портланд цемент | 699.174.850                                 | 6                                           | Готови бетон | 438.489.443                                 |
| 2    | Фармацеутски производи (лекови мешовитих или нефреквених производа (остали) )                                                       | 670,923,632                                 | 7                                           | Пиво направљено од слада (искључујући безалкохолно пиво, пиво које садржи <= 0,5% алкохола, алкохолна обавеза)                                                                       | 405,990,419                                 |
| 3    | Воде, са додатим шећером, другим средствима за заслађивање или укусом, тј. безалкохолна пића (укључујући минералне и газиране воде) | 561.611.081                                 | 8                                           | Млеко и павлака са садржајем масти од > 1%, али <6%, да није концентровано нити да садржи додати шећер или друга средства за заслађивање, у непосредном паковању нето садржаја <= 2л | 373.780.989                                 |
| 4    | Вруће ваљане бетонске арматуре | 540.919.270                                 | 9                                           | Цигарете које садрже дуван или мешавине дувана и супститута дувана (искључујући царину дувана)                                                                                       | 350,420,600                                 |
| 5    | Рендани, у праху, плави и други непрерађени сир (осим свежег сира, сурутке и сировог сира)                                          | 511.528.250                                 | 10                                          | Сир фонди и други прехрамбени производи | 300,883,207                                 |
|      | |                                             |                                             | |                                             |
| –    | Укупна вредност производње: €17,489,538,838                                                                                         | Укупна вредност производње: €17,489,538,838 | Укупна вредност производње: €17,489,538,838 | Укупна вредност производње: €17,489,538,838 | Укупна вредност производње: €17,489,538,838 |

### Рударство
- Објекти алуминијума у Грчкој
- Рудник злата, Тасос
- Геракини рудник
- Каменолом мермера, Сифнос
- Рудник Емери из Наксоса
- Калцијум-карбонат натоварен у луци Аргостоли

## Терцијални сектор

### Поморска индустрија
Шпедиција је традиционално била кључни сектор у грчкој привреди од давнина. Године 1813, грчка трговачка морнарица састојала се од 615 бродова. Укупна тонажа износила је 153.580 тона и запошљавала је 37.526 чланова посаде и имала је 5.878 топова. Године 1914. бројке су износиле 449.430 тона и 1.322 бродова (од чега је 287 било парних бродова).
Током шездесетих година, величина грчке флоте се скоро удвостручила, првенствено кроз улагање које су преузели бродски велепоседници Оназис, Вардинојанис, Ливанос и Ниархос. Основа модерне грчке поморске индустрије формирана је након Другог светског рата, када су грчки бизнисмени из области бродоградилишта успели да набаве вишак бродова које им је продала влада Сједињених Држава кроз Закон о продаји бродова из 1940.их година.
Грчка има највећу трговачку морнарицу на свету, чинећи више од 15% укупне тонаже у свету према Конференцији Уједињених нација о трговини и развоју. Укупна тонажа грчке трговачке морнарице од скоро 245 милиона је упоредива само са Јапаном, који је рангиран на другом месту са скоро 224 милиона. Поред тога, Грчка представља 39,52% од укупне тонаже Европске уније. Међутим, данашњи попис возних паркова је мањи од укупног броја од 5.000 бродова седамдесетих година.
Грчка је на четвртом месту по броју бродова (3,695), иза Кине (5,313), Јапана (3,991) и Немачке (3,833). Извештај о удружењима бродара у Европској заједници за период 2011-2012. открива да је грчка застава седма најчешће коришћена на бродоградилишту, док је рангирана на другом месту у ЕУ.
Што се тиче бродских категорија, грчке компаније имају 22,6% светских танкера и 16,1% светских теретних бродова (у тонажи). Испорука чини око 6% грчког БДП-а, запошљава око 160.000 људи (4% радне снаге), и представља 1/3 трговинског дефицита земље. Приходи од испоруке у 2011. години износили су 14,1 милијарди евра, док је између 2000. и 2010. године грчки превоз допринео укупно 140 милијарди евра (што је половина државног дуга у 2009. години и 3,5 пута више од примања из Европске уније за период 2000-2013). Извештај из 2011. године показује да у Грчкој постоји око 750 грчких бродских компанија.
Најновији доступни подаци Удружења грчких бродовласника показују да "грчке океанске флоте имају 3,428 бродова, укупно 245 милиона носивих тона капацитета. То је 15,6% носивости читаве глобалне флоте, укључујући 23,6% светске флоте танкера и 17,2% сувог терета ".
По бројању бродова као квази-извоза и по питању новчане вредности, Грчка је 2011. године била рангирана на 4. месту на свету и извозила је бродске услуге у вредности од 17.704,132 милиона долара; само су Данска, Немачка и Јужна Кореја у тој години биле рангиране изнад Грчке. На сличан начин пребројавање услуга превоза у Грчкој од стране других земаља као квази-увоза и разлике између извоза и увоза као трговинског биланса, рангирали су Грчку у 2011. години на друго место, иза Немачке, која је увозила услуге бродова у вредности од 7.076.605 милиона америчких долара и водила трговински суфицит од 10.712.342 милиона долара.
| Година                             | 2000 | 2001      | 2002      | 2003        | 2004       | 2005       | 2006–2008 | 2009       | 2010       | 2011       |
| ---------------------------------- | --- | --------- | --------- | ----------- | ---------- | ---------- | --------- | ---------- | ---------- | ---------- |
|                                    | |           |           |             |            |            |           |            |            |            |
| Извоз:                             | |           |           |             |            |            |           |            |            |            |
| Глобално рангирање                 | 5. | 5.        | 5.        | 4.          | 3.         | 5.         | -b        | 5.         | 6.         | 4.         |
| Вредност (у милионима америчких $) | 7,558.995 | 7,560.559 | 7,527.175 | 10,114.736  | 15,402.209 | 16,127.623 | -b        | 17,033.714 | 18,559.292 | 17,704.132 |
| Вредност (у милионима евра)        | 8,172.559 | 8,432.670 | 7,957.654 | 8,934.660   | 12,382.636 | 12,949.869 | -b        | 12,213.786 | 13,976.558 | 12,710.859 |
| Вредност (% БДП)                   | 5.93 | 5.76      | 5.08      | 5.18        | 6.68       | 6.71       | n/a       | 5.29       | 6.29       | 6.10       |
|                                    | |           |           |             |            |            |           |            |            |            |
| Увоз:                              | |           |           |             |            |            |           |            |            |            |
| Глобално рангирање                 | 14. | 13.       | 14.       | -b          | 14.        | 16.        | -b        | 12th       | 13th       | 9th        |
| Вредност (у милионима америчких $) | 3,314.718 | 3,873.791 | 3,757.000 | -b          | 5,570.145  | 5,787.234  | -b        | 6,653.395  | 7,846.950  | 7,076.605  |
| Вредност (у милионима евра)        | 3,583.774 | 4,320.633 | 3,971.863 | -b          | 4,478.129  | 4,646.929  | -b        | 4,770.724  | 5,909.350  | 5,080.720  |
| Вредност (% БДП)                   | 2.60 | 2.95      | 2.54      | n/a         | 2.42       | 2.41       | n/a       | 2.06       | 2.66       | 2.44       |
|                                    | |           |           |             |            |            |           |            |            |            |
| Трговински биланс:                 | |           |           |             |            |            |           |            |            |            |
| Глобално рангирање                 | 1. | 2.        | 1.        | 1ste        | 1.         | 1.         | -b        | 2.         | 1.         | 2.         |
| Вредност (у милионима америчких $) | 4,244.277 | 3,686.768 | 3,770.175 | 10,114.736e | 9,832.064  | 10,340.389 | -b        | 10,340.389 | 10,380.319 | 10,712.342 |
| Вредност (у милионима евра)        | 4,588.785 | 4,112.037 | 3,985.791 | 8,934.660e  | 7,904.508  | 8,302.940  | -b        | 7,443.063  | 8,067.208  | 7,630.140  |
| Вредност (% БДП)                   | 3.33 | 2.81      | 2.54      | 5.18e       | 4.27       | 4.30       | n/a       | 3.22       | 3.63       | 3.66       |
|                                    | |           |           |             |            |            |           |            |            |            |
|                                    | |           |           |             |            |            |           |            |            |            |
| БДП (милиони €)                    | 137,930.1 | 146,427.6 | 156,614.3 | 172,431.8   | 185,265.7  | 193,049.7b | n/a       | 231,081.2p | 222,151.5p | 208,531.7p |
|                                    | |           |           |             |            |            |           |            |            |            |
|                                    | |           |           |             |            |            |           |            |            |            |
|                                    | b изворни извештаји преломљени у временске серије;; p извор карактерише податке као привремене; e пријављени подаци могу бити погрешни због релевантног прекида у временској серији "Увози" |           |           |             |            |            |           |            |            |            |

### Телекомуникације
Између 1949. и 1980. године телефонске комуникације у Грчкој биле су државни монопол од стране Хеленик Телекомуникационе организације, која је познатија по акрониму ОТЕ. Упркос либерализацији телефонских комуникација у земљи током осамдесетих година, ОТЕ и даље доминира на грчком тржишту у својој области и појављује се као једна од највећих телекомуникационих компанија у југоисточној Европи. Од 2011. године највећи акционар компаније је Дојче телеком са 40% удела, док грчка држава и даље поседује 10% акција компаније. ОТЕ поседује неколико подружница широм Балкана, укључујући Космоте, највећег грчког провајдера мобилних телекомуникација, Телеком Румунија и Албанских мобилних комуникација.
Друге компаније мобилне телекомуникације које су активне у Грчкој су Винд Хелас и Водафоне Грчка. Укупан број активних рачуна мобилних телефона у земљи у 2009. години, на основу статистичких података пружалаца мобилних телефона у земљи, износио је више од 20 милиона, са продором на 180%. Поред тога, у земљи постоји 5,745 милиона активних фиксних линија.
Грчка је углавном заостајала иза својих партнера у Европској унији у погледу коришћења интернета, при чему се јаз у последњих неколико година брзо затварао. Проценат домаћинстава са приступом интернету се више него удвостручио у периоду од 2006. до 2013. године, са 23% на 56% (у поређењу са просеком ЕУ од 49% и 79%). Истовремено, дошло је до великог повећања учешћа домаћинстава са широкопојасном везом од 4% у 2006. на 55% у 2013. години (у поређењу са просеком ЕУ од 30% и 76%). Међутим, Грчка такође се налази на трећем месту са највећим процентом људи у ЕУ који никада нису користили Интернет: 36% у 2013. години, са 65% у 2006. години (у поређењу са просеком ЕУ од 21% и 42%).

### Туризам
Туризам, у савременом смислу, почео је да се шири у Грчкој у периоду после 1950. године, иако је туризам у давним временима документован и за религијске или спортске фестивале као што су Олимпијске игре. Од 50-их година прошлог века, туристички сектор је доживео невероватан подстицај јер су доласци порасли од 33.000 током 1950. године на 11,4 милиона у 1994. години.
Грчка привлачи више од 16 милиона туриста сваке године, тако да доприноси 18,2% БДП-а нације у 2008. години према извештају ОЕЦД-а. Иста истраживања показују да је просечна туристичка потрошња у Грчкој била 1.073 долара, што је уједно чинило Грчку 10. на свету. Број послова који су директно или индиректно повезани са сектором туризма износили су 840.000 у 2008. години и представљају 19% укупне радне снаге земље. Грчка је 2009. године угостила више од 19,3 милиона туриста, што је значајан пораст од 17,7 милиона туриста које је земља угостила 2008. године.
Међу државама чланицама Европске уније, Грчка је била најпопуларнија дестинација за становнике Кипра и Шведске током 2011. године.
Министарство надлежно за туризам је Министарство културе и туризма, док Грчка такође поседује Грчку националну туристичку организацију која има за циљ промовисање туризма у Грчкој.
Последњих година велики број познатих организација везаних за туризам поставио је грчке дестинације на врху својих листа. Лонли планет је 2009. године рангирао Солун, други по величини град у држави, као пети најбољи светски град журки, заједно са градовима као што су Монтреал и Дубаи, док је у 2011. години острво Санторини проглашено за најбоље острво на свету по америчком часопису Травел+Лејжур. Суседно острво Миконос је рангирано као 5. најбоље острво Европе. Солун је била европска престоница младих у 2014. години.

## Трговина и инвестиције

### Стране инвестиције
Од пада комунизма, Грчка је у великој мери уложила у суседне балканске земље. Између 1997. и 2009. године 12,11% капитала директних страних инвестиција у Републици Македонији било је грчко, чиме је рангирало на четврто место. Само 2009. године, Грци су уложили 380 милиона евра у земљу, са компанијама као што је Хеленик Петролеум који је направио важне стратешке инвестиције.
Грчка је уложила 1,38 милијарди евра у Бугарску у периоду између 2005. и 2007. године и многе важне компаније (укључујући Бугарску Постбанку, Уједињену Бугарску банку, Кока-кола Бугарска) су у власништву грчких финансијских група. У Србији је активно 250 грчких компанија са укупним улагањем од преко 2 милијарде евра. Румунска статистика из 2005. године показује да су грчке инвестиције у земљи премашиле 3 милијарде евра. Грчка је највећи инвеститор у Албанији од пада комунизма са 25% страних инвестиција у 2016. години које долазе из Грчке, а пословни односи између њих су изузетно јаки и континуирано расту.

### Трговина
Од почетка дужничке кризе, негативно трговинско билансирање Грчке значајно се смањило са 44,3 милијарде евра у 2008. на 21,4 милијарди евра у 2017. години. У 2017. години увоз је порастао за 13,8%, а извоз је порастао за 13,3%.
| Ранг | Увоз           | Увоз      | Ранг | Извоз          | Извоз     |
| Ранг | Порекло        | Вредност  | Ранг | Дестинација    | Вредност  |
| ---- | -------------- | --------- | ---- | -------------- | --------- |
| 1    | Немачка        | €7,238.2  | 1    | Данска         | €2,001.9  |
| 2    | Италија        | €6,918.5  | 2    | Италија        | €1,821.3  |
| 3    | Русија         | €4,454.0  | 3    | Француска      | €1,237.0  |
| 4    | Кина           | €3,347.1  | 4    | Холандија      | €1,103.0  |
| 5    | Француска      | €3,098.0  | 5    | Русија         | €885.4    |
|      |                |           |      |                |           |
| –    | Европска унија | €33,330.5 | –    | Европска унија | €11,102.0 |
| –    | Укупно         | €60,669.9 | –    | Укупно         | €17,334.1 |

| Ранг | Увоз   | Увоз           | Ранг | Извоз     | Извоз     |                |           |
| ---- | ------ | -------------- | ---- | --------- | --------- | -------------- | --------- |
| Ранг | –      | Европска унија | Ранг | €22,688.5 | –         | Европска унија | €11,377.7 |
| –    | Укупно | €42,045.4      | –    | Укупно    | €22,451.1 |                |           |

Грчка је такође највећи увозни партнер Кипра (18,0%) и највећи извозни партнер Палауа (82,4%).
| | Увоз              | Увоз                | Увоз                    |      | Извоз             | Извоз               | Извоз                   |    |
| Ранг | Порекло           | Вредност (€ мил.)   | Вредност (% од укупног) | Ранг | Дестинација       | Вредност (€ мил.)   | Вредност (% од укупног) |    |
| --- | ----------------- | ------------------- | ----------------------- | ---- | ----------------- | ------------------- | ----------------------- | -- |
| 0 | a                 | 0                   |                         | -1   | 0                 | a                   | 0                       | -1 |
| 1 | Русија            | 5,967.20132         | 12.6                    | 1    | Турска            | 2,940.25203         | 10.8                    |    |
| 2 | Немачка           | 4,381.92656         | 9.2                     | 2    | Италија           | 2,033.77413         | 7.5                     |    |
| 3 | Италија           | 3,668.88622         | 7.7                     | 3    | Немачка           | 1,687.03947         | 6.2                     |    |
| 4 | Саудијска Арабија | 2,674.00587         | 5.6                     | 4    | Бугарска          | 1,493.75355         | 5.5                     |    |
| 5 | Кина              | 2,278.03883         | 4.8                     | 5    | Кипар             | 1,319.28598         | 4.8                     |    |
| 6 | Холандија         | 2,198.57126         | 4.6                     | 6    | САД               | 1,024.73686         | 3.8                     |    |
| 7 | Француска         | 1,978.48460         | 4.2                     | 7    | УК                | 822.74077           | 3                       |    |
| #α | ОЕЦД              | 23,849.94650        | 50.2                    | #α   | ОЕЦД              | 13,276.48107        | 48.8                    |    |
| #β | Г7                | 11,933.75417        | 25.1                    | #β   | Г7                | 6,380.86705         | 23.4                    |    |
| #γ | БРИКС             | 8,682.10265         | 18.3                    | #ε   | БРИКС             | 1,014.17146         | 3.7                     |    |
| #δ | БРИК              | 8,636.02946         | 18.2                    | #ζ   | БРИК              | 977.76016           | 3.6                     |    |
| #ε | ОПЕК              | 8,090.76972         | 17                      | #γ   | ОПЕК              | 2,158.60420         | 7.9                     |    |
| #ζ | НАФТА             | 751.80608           | 1.6                     | #δ   | НАФТА             | 1,215.70257         | 4.5                     |    |
| #a | Европска унија 27 | 21,164.89314        | 44.5                    | #a   | Европска унија 27 | 11,512.31990        | 42.3                    |    |
| #b | Европска унија 15 | 17,794.19344        | 37.4                    | #b   | Европска унија 15 | 7,234.83595         | 26.6                    |    |
| #3 | Африка            | 2,787.39502         | 5.9                     | #3   | Африка            | 1,999.46534         | 7.3                     |    |
| #4 | Америке           | 1,451.15136         | 3.1                     | #4   | Америке           | 1,384.04068         | 5.1                     |    |
| #2 | Азија             | 14,378.02705        | 30.2                    | #2   | Азија             | 6,933.51200         | 25.5                    |    |
| #1 | Европа            | 28,708.38148        | 60.4                    | #1   | Европа            | 14,797.20641        | 54.4                    |    |
| #5 | Океанија          | 71.70603            | 0.2                     | #5   | Океанија          | 169.24085           | 0.6                     |    |
| # | Свет              | 47,537.63847        | 100                     | #    | Свет              | 27,211.06362        | 100                     |    |
| 24 | z                 | 1000000000000000000 | 101                     | 24   | z                 | 1000000000000000000 | 101                     |    |
| листе и рангирања међународних организација или држава група приказаних изнад (тј. #ггрчка слова и / или #латинска слова),, није индикативна за целу слику о трговини Грчке; ово је у ствари само некомплетан избор неких великих и добро познатих таквих организација и група; могуће грешке заокруживања |                   |                     |                         |      |                   |                     |                         |    |

## Транспорт
Од 2012. године, Грчка има укупно 82 аеродрома од којих је 67 поплочано, а шест има писте дуже од 3.047 метара. Од ових аеродрома, од стране Хеленске управе за цивилно ваздухопловство, два су класификована као "међународни", али 15 њих нуде међународне услуге. Поред тога, Грчка има 9 хелипорта. Грчка није "носилац заставе", али доминантан превозник у ваздушној индустрији у земљи је Иџијан ерлајнс и његова подружница Олимпик ер.
Између 1975. и 2009. године, Олимпик Ервејс (након 2003. године познат под називом као Олимпик ерлајнс) био је државни "носилац заставе", али су финансијски проблеми довели до његове приватизације и поновног покретања као Олимпик ер 2009. године. Обе компаније Иџијан ерлајнс и Олимпик ер су освојиле награде за своје услуге; 2009. и 2011. године, Иџијан ерлајнс је награђен наградом Скајтракс за "Најбољу регионалну авио-компанију у Европи", а такође има и две златне и једну сребрну награду добијену од Удружења авиокомпанија европских региона, док Олимпик ер има једну сребрну награду Удружења авиокомпанија европских региона за "Авио-компанију године" као и награду коју додељује Конде Наст Травелер, избор читалаца "Најбоља домаћа авио-компанија".
Грчка путна мрежа састоји се од 116.986 km путева, од којих је 1863 km ауто-путева, који су рангирани 24. на светском нивоу, од 2016. године. Од уласка Грчке у Европску заједницу (сада у Европску унију), велики број значајних пројеката (као што су Егнатиа Одос и Атики Одос) суфинансира организација, помажући у надоградњи путне мреже земље. Грчка је 2007. године била рангирана као осма у Европској унији у категорији транспорт робе која се превози путем у скоро 500 милиона тона.
Грчка железничка мрежа процењује се на 2,548 km. Железничким саобраћајем у Грчкој управља ТраинОСЕ, подружница организације Хеленик Раилвејс (ОСЕ). Већина Грчке мреже је стандардног колосека (1.565 km), док земља такође има 983 km пруге узаног колосека. Укупно 764 km железнице се електрифизира. Грчка има железничке везе са Бугарском, Републиком Македонијом и Турском. Укупно три приградске железничке мреже (Проастиакос) су у функцији (у Атини, Солуну и Патрасу), док један метро систем, метро Атина, је повезан у Атини са другим, Солунским метроом, који се налази у изградњи.
Према подацима Еуростата, највећа лука у Грчкој по тони робе која је превезена 2010. године је Лука Свети Теодори са 17,38 милиона тона. Лука Солун је на другом месту са 15,8 милиона тона, након чега следи Лука Пиреј са 13,2 милиона тона, и лука Елефсина, са 12,37 милиона тона. Укупан број роба транспортованих преко Грчке у 2010. години износио је 124,38 милиона тона, што представља значајан пад од 164,3 милиона тона који је у 2007. транспортован преко земље. Од тада, Пиреј је постао трећа по величини лука Медитерана захваљујући великим улагањима кинеског логистичког гиганта КОШКО-а. У 2013. години, Пиреј је проглашен за најбрже растућу луку на свету.
Године 2010, Пиреј је руководио са 513.319 ТЕУ, а затим Солун, који је руководио 273.282 ТЕУ. Исте године, преко грчких лука прошло је 83,9 милиона људи, 12,7 милиона долара кроз луку Палукиа на острву Саламина још 12,7 у луци Перама, 9,5 милиона кроз Пиреј и 2,7 милиона путем Игуменице. Пиреј је 2013. године остварио рекордних 3,16 милиона ТЕУ-а, што је трећа највећа цифра на Медитерану, од којих је 2,52 милиона превезено преко Пиер II, у власништву КОШКО-а, а 644.000 је транспортовано преко Пиер I, у власништву грчке државе.

## Енергија
Главни произвођач енергије у Грчкој је Јавна Енергетска корпорација (позната углавном по акрониму ΔΕΗ). У 2009. години ΔΕΗ је обезбедио 85,6% укупне потражње енергије у Грчкој, док је број у 2010. пао на 77,3%. Скоро половина (48%) ΔΕΗ-ове излазне снаге генерише се користећи лигнит, пад од 51,6% у 2009. години. Још 12% долази из хидроелектрана и још 20% од природног гаса. Између 2009. и 2010. године производња енергије независних компанија повећана је за 56%, од 2.709 Гигават сати у 2009. години до 4.232 Гигават сати у 2010. години.
У 2008. години, обновљиви извори енергије чине 8% укупне потрошње енергије у земљи, што је повећање од 7,2% у 2006. години, али и даље испод просека ЕУ од 10% у 2008. години. 10% обновљиве енергије земље долази из соларне енергије, док већина долази од рециклаже биомасе и отпада. У складу са Директивом Европске комисије о обновљивим изворима енергије, Грчка има за циљ да добије 18% своје енергије из обновљивих извора до 2020. године. У 2013. години и за неколико месеци, Грчка је произвела више од 20% електричне енергије из обновљивих извора енергије и хидроелектрана. Грчка тренутно нема ниједну нуклеарну електрану у функцији, али је 2009. године Атинска академија предложила истраживање могућности да крену са радом Грчке нуклеарне електране.
Грчка је од 1. јануара 2012. имала 10 милиона барела доказаних резерви нафте. Хеленик Петролеум је највећа нафтна компанија у држави, а затим Мотор Оил Хелас. Производња нафте у Грчкој износи 1.751 барела дневно, чиме се налази на 95. месту широм света, а извози 19.960 барела на дан, рангирајући се на 53. место, а увози 355.600 барела на дан, где је на 25. месту.
У 2011. години грчка влада одобрила је почетак истраживања и бушења нафте на три локације унутар Грчке, са процењеном производњом од 250 до 300 милиона барела у наредних 15-20 година. Процењена производња у еврима од три депозита износи 25 милијарди евра у периоду од 15 година, од чега ће 13 до 14 милијарди евра ући у државну касу. Грчки спор са Турском око Егеја представља значајне препреке у истраживању нафте у Егејском мору.
Поред наведеног, Грчка ће такође започети истраживање нафте и гаса на другим локацијама у Јонском мору, као и у Либијском мору, у оквиру грчке ексклузивне економске зоне, јужно од Крита.
Министарство животне средине, енергетике и климатских промена објавило је да постоји интересовање разних земаља (укључујући Норвешку и Сједињене Државе) у истраживању, а први резултати у вези са количином нафте и гаса на овим локацијама очекивани су у лето 2012. У новембру 2012, извештај који је објавио Дојче Банк проценио је вредност резерви природног гаса јужно од Крита на 427 милијарди евра.
У току је изградња или је у току планирање низа нафтовода и гасовода. Овакви пројекти укључују гасоводне цевоводе Међуконектора Турска-Грчка-Италија и Јужни ток.
Међуконектор ЕвроАзија ће електрично повезати Атику и Крит у Грчкој са Кипром и Израелом са подводним напојним каблом од 2000 мега вати. Међуконектор ЕвроАзија је посебно важан за изоловане системе, попут Кипра и Крита. Крит је енергетски изолован од копнене Грчке и Грчка Република покрива трошкове електричне енергије у Криту од око 300 милиона евра годишње.
- Аминтео Електрана
- Свети Димитрије Електрана
- Поглед на фарму ветрова, планина Панахеко
- Принос поље уље у близини Кавале
- Постројење за дестилацију у власништву компаније Хеленик Петролеум

## Опорезивање и утаја пореза
Грчка има вишеслојни порески систем заснован на прогресивном опорезивању. Грчки закон препознаје шест категорија опорезивог прихода: непокретне имовине, покретне имовине (инвестиције), прихода од пољопривреде, од пословања, од запослености и приходи од професионалних делатности. Стопа пореза на доходак у Грчкој донедавно се кретала од 0% за годишње приходе испод 12.000 € до 45% за годишње приходе изнад 100.000 €. У складу са новом пореском реформом из 2010. године укинуте су пореске олакшице. Такође, под новим мерама штедње и међу осталим променама, горња граница личног пореза на доходак је смањена на 5.000 евра годишње док су даље будуће промене тек у плану, на пример укидање те границе.
Грчки порез на добит предузећа пао је са 40% у 2000. години на 20% у 2010. години. Само за 2011. годину, порез на добит је планиран да буде 24%. Порез на додату вредност (ПДВ) повећао се у 2010. у односу на 2009. годину: 23% насупрот 19%.
Најнижи могући ПДВ је 6,5% (раније 4,5%) за новине, часописе и улазнице за културне приредбе, док се стопа пореза од 13% (са 9%) односи на одређене професије сектора услуга. Поред тога, и послодавци и запослени морају да плаћају порез на социјалне доприносе, који се примењује по стопи од 16% за рад "белих оковратника" и 19,5% за "плаве крагне" и користе се за социјално осигурање. 2017. године стопа пореза на ПДВ је 24% са мањим изузецима, 13% смањена за неке основне намирница која ће ускоро бити укинуте и све ће, како се чини, ускоро ићи на 24% у циљу борбе против "фантома" утаје пореза.
Министарство финансија је очекивало да ће порески приходи за 2012. годину бити 52,7 милијарди € (23,6 милијарди директних пореза и 29,1 милијарди индиректних пореза), што чини повећање од 5,8% од 2011.
Очекивало се да ће 2012. године Влада имати знатно веће пореске приходе него у 2011. години у више сектора, пре свега у сектору становања (повећање од 217,5% у односу на 2011. годину).

### Утаја пореза
Грчка пати од веома високих нивоа пореске утаје. У последњем кварталу 2005. године, пореска утаја је достигла 49%, док је у јануару 2006. године пала на 41,6%. Вреди напоменути да су новине Етнос, које су објавиле ове бројке, банкротирале; више се не издају новине и неки извори упућују да су информације које су објавили биле врло дискутабилне. Студија истраживача са Универзитета у Чикагу закључила је да је утаја пореза у 2009. години од стране самозапослених професионалаца само у Грчкој (рачуновођа, стоматолог, адвокат, лекар, лични тутор и независни финансијски саветници) износила 28 милијарди евра или 31% буџетског дефицита те године..
Мрежа за пореску правду проценила је 2011. године да је на швајцарским банковним рачунима, које су држали Грци, било више од 20 милијарди евра. Бивши министар финансија Грчке, Евангелос Венизелос, изјавио је: "Око 15.000 људи и компанија дугује порезнику 37 милијарди евра". Поред тога, ТЈН је објавио је да број грчких офшор компанија износи више од 10.000.
Швајцарске процене су 2012. године показале да су Грци имали око 20 милијарди евра у Швајцарској од којих је само један проценат проглашен опорезивим у Грчкој. Процене у 2015. години биле су још драматичније. Навели су да је износ због грчке владе од рачуна Грка у швајцарским банкама износио око 80 милијарди евра.
Извештај средином 2017. године показује да су Грци "опорезовани у руку", а многи сматрају да је ризик од кажњавања за утају пореза мање озбиљан од ризика од банкрота. Један од начина избегавања је црно тржиште, сива привреда или сенка привреда: рад се врши за готовинско плаћање које се не декларише као приход; Такође, ПДВ се не прикупља и исплаћује. Извештај из јануара 2017. године од стране истраживачког центра "ДиаНЕОсис"а указао је на то да су неплаћени порези у то време укупно износили око 95 милијарди евра, што је више од 76 милијарди евра у 2015. години, већина од њих се очекује да ће бити неисплаћена. Још једна рана студија из 2017. године проценила је да је губитак владе као резултат избегавања пореза био између 6% и 9% БДП-а земље, или око 11 милијарди и 16 милијарди евра годишње.
Недостатак наплате ПДВ-а (порез на промет) такође је значајан. У 2014. години, влада је прикупила 28% мање него што јој се дуговало; овај дефицит је био двоструко већи од просека за ЕУ. Неприкупљен износ у тој години био је око 4,9 милијарди евра. Студија ДиаНЕОсис проценила је да је губитак од 3,5% БДП-а због преваре за ПДВ, док су губици због кријумчарења алкохола, дувана и бензина износили отприлике још 0,5% БДП-а земље.

#### Планирана решења
Након сличних акција Уједињеног Краљевства и Немачке, грчка влада је у разговорима са Швајцарском 2011. покушала да примора швајцарске банке да открију информације о повратним рачунима грчких грађана. Министарство финансија је изјавило да ће Грци са швајцарским банковним рачунима бити у обавези да плаћају порез или открију информације као што је идентитет носиоца рачуна грчким службама унутрашњих прихода. Грчке и швајцарске владе требало је да постигну договор о овом питању до краја 2011. године.
Решење које је тражила Грчка и даље није извршено до 2015. године. Те године су процене показале да је износ избегнутих пореза ускладиштених у швајцарским банкама око 80 милијарди еура. Међутим, до тада је уговор о порезу за решавање овог питања био под озбиљним преговорима између грчке и швајцарске владе. Швајцарска је коначно ратификовала споразум 1. марта 2016. године, стварајући нови закон о пореској транспарентности који би омогућио ефикаснију борбу против утаје пореза. Почевши од 2018. године, банке у Грчкој и Швајцарској размењују информације о рачунима грађана других земаља како би смањиле могућност сакривања неопорезивог прихода.
Током 2016. и 2017. године, влада је подстицала коришћење кредитних картица или дебитних картица приликом плаћања робе и услуга како би смањила плаћања само у готовини. До јануара 2017. године, пореским обвезницима је одобрено пореско одобрење или одбици само када су плаћања извршена електронским путем, са "папирном траком" трансакција које би влада могла лако да испита ревизијом. Тиме се очекује да ће се смањити проблем предузећа која врше плаћања, али не издају фактуре; ту тактику су користиле разне компаније како би избегле плаћање пореза на ПДВ (продају), као и порез на доходак.
До 28. јула 2017. године, законом је било неопходно да бројна предузећа инсталирају уређај за продају како би омогућила плаћање путем кредитне или дебитне картице. Непоштовање електронске могућности плаћања може довести до новчаних казни до 1.500 евра. Захтев се примењује на око 400.000 фирми или појединаца у 85 сектора. Већа употреба картица је један од фактора којим су већ постигли значајно повећање прикупљања ПДВ-а 2016. године.

## Богатство и животни стандард

### Национални и регионални БДП
Најважнији економски региони Грчке су Атика, која је у 2014. години допринела привреди са 85,579 милијарди евра, и централна Македонија, која је допринела са 23,859 милијарди евра. Најмање регионалне привреде су Северни Егеј (2.545 милијарди евра) и Јонска острва (3.137 милијарди евра).
У погледу БДП по глави становника, Атика (22.200 евра) далеко надмашује било који други грчки регион. Најсиромашнији региони у 2014. били су Источна Македонија и Тракија (11.200 евра) и Епир (11.400 евра). На националном нивоу, БДП по становнику у 2014. години износио је 16.200 €.
| Ранг | Периферија                   | БДП (€, милијарди) | БДП (% од тотала) | БДП годишњи раст (%) | БДП по глави становника (€) | БДП по глави становника (Паритет куповне моћи, % Просек ЕУ) |
| ---- | ---------------------------- | ------------------ | ----------------- | -------------------- | --------------------------- | ----------------------------------------------------------- |
| 0    | a                            | 0                  | 0                 | -100                 | 0                           | 0                                                           |
| 1    | Атика                        | 85.579             | 48.20             | −1.72                | 22,200                      | 99                                                          |
| 2    | Средишња Македонија          | 23.859             | 13.44             | −2.90                | 12,500                      | 56                                                          |
| 3    | Тесалија                     | 9.085              | 5.12              | −4.25                | 12,300                      | 55                                                          |
| 4    | Крит                         | 8.934              | 5.03              | −0.18                | 14,100                      | 63                                                          |
| 5    | Западна Грчка                | 8.181              | 4.61              | −5.87                | 12,100                      | 54                                                          |
| 6    | Средишња Грчка               | 7.734              | 4.36              | −3.00                | 13,800                      | 61                                                          |
| 7    | Пелопонез                    | 7.611              | 4.29              | −5.23                | 13,000                      | 58                                                          |
| 8    | Источна Македонија и Тракија | 6.820              | 3.84              | −8.04                | 11,200                      | 50                                                          |
| 9    | Јужни Егеј                   | 6.045              | 3.40              | +0.92                | 18,000                      | 80                                                          |
| 10   | Западна Македонија           | 4.125              | 2.32              | +3.83                | 14,800                      | 66                                                          |
| 11   | Епир                         | 3.904              | 2.20              | −9.52                | 11,400                      | 51                                                          |
| 12   | Јонска острва                | 3.137              | 1.77              | −3.39                | 15,100                      | 67                                                          |
| 13   | Северни Егеј                 | 2.545              | 1.43              | −6.19                | 12,800                      | 57                                                          |
|      |                              |                    |                   |                      |                             |                                                             |
| –    | Грчка                        | 177.559            | 100               | −2.67                | 16,200                      | 72                                                          |
|      |                              |                    |                   |                      |                             |                                                             |
| –    | Европска унија               | 13.959,739         | 7862.03           | 3,27%                | 27,500                      | 100                                                         |
| 100  | z                            | 1000000000000000   | 1000              | 100                  | 1000000000                  | 1000                                                        |

### Стање благостања
Грчка је социјална држава која пружа низ социјалних услуга као што су квази универзална здравствена заштита и пензије. У буџету за 2012. годину издаци за државу благостања (без образовања) износе око 22.487 милијарди евра (6.577 милијарди € за пензије и 15.910 милијарди € за трошкове социјалне и здравствене заштите), или 31,9% свих државних трошкова.

## Највеће компаније према приходима 2016.
Према индексу Форбс Глобал 2000 за 2016. годину, највеће компаније у Грчкој које јавно тргују су:
| Ранк | Компанија                    | Приходи (€ милијарде) | Добит (€ милијарде) | Средства (€ милијарде) | Тржишна вредност (€ милијарде) |
| ---- | ---------------------------- | --------------------- | ------------------- | ---------------------- | ------------------------------ |
| 1    | Грчка банка                  |                       |                     |                        |                                |
| 2    | Национална Грчка банка       |                       |                     |                        |                                |
| 3    | Пиреус банка                 |                       |                     |                        |                                |
| 4    | Еуробанка                    |                       |                     |                        |                                |
| 5    | Алфа банка                   |                       |                     |                        |                                |
| 6    | Јавна Енергетска корпорација |                       |                     |                        |                                |

## Радна снага

### Радни сати
Просечан грчки радник је током 2012. године радио 2034 годишње; ова цифра је била трећа највиша међу земљама ОЕЦД-а.

## Валута
Између 1832. и 2002. године валута Грчке била је драхма. Након потписивања Мастрихтског уговора, Грчка је затражила чланство у Еврозони. Два главна конвергентна критеријума била су максимални буџетски дефицит од 3% БДП-а и опадајући јавни дуг ако је био изнад 60% БДП-а. Грчка је испунила критеријуме приказане на годишњем јавном рачуну за 1999. годину. Дана 1. јануара 2001. године Грчка је приступила Еврозони, усвајањем евра по фиксном курсу од 340,75 драхми за 1 евро. Међутим, 2001. године евро је постојао само електронски, тако да је физичка размена од драхме до евра само трајала 1. јануара 2002. године. Након тога је следио десетогодишњи период за прихватљиву размену драхме у евро, која се завршила 1. марта 2012. године.
Пре усвајања евра, 64% грчких грађана је позитивно гледало на нову валуту, али је у фебруару 2005. ова бројка пала на 26%, а до јуна 2005. године пала је на 20%. Од 2010. године број се поново повећао, а истраживање у септембру 2011. године показало је да 63% грчких грађана позитивно гледа на евро.

## Галерија графика
- Грчки друштвени трошкови као проценат БДП-а (1998–2009)
- Запосленост и незапосленост у Грчкој од 2004. године

## Стопа незапослености
Прогноза ММФ-а је да ће стопа незапослености у Грчкој у 2012. години пасти на највише 14,8% и да се смањити на 14,1 у 2014. години. Али заправо је грчка привреда претрпела дуготрајну високу незапосленост. Цифра незапослености била је између 9 и 11% у 2009. години, а у 2013. години је порасла на 28%. Стопа незапослености у Грчкој у 2015. години износила је око 24%. Сматра се да је потенцијална производња Грчке пропала овом дуготрајном масовном незапосленошћу услед повезаних ефеката хистерезе.

## Сиромаштво
Грчка је снажно погођена рецесијом и мерама штедње које су успостављене, а сиромаштво је повећано. Broj оних који живе у екстремном сиромаштву порастао је на 15% у 2015. години, са 8,9% у 2011. години, и велики раст од 2009. када није био већи од 2,2%. Један од троје су били у ризику од сиромаштва или социјалне искључености односно 35,7% становништва. Стопа код деце 0-17 година је 17,6%, а за младе 18-29 година стопа износи 24,4%. Уз незапосленост у порасту, они без радних места имају највећи ризик од 70-75%, у поређењу са мање од 50% у 2011. години. Са радним местима до којих је све теже и теже доћи, четвртина становништва је без посла, а за особе испод 25 година стопа је 50%. У неким тежим подручјима западне Грчке, стопа незапослености младих генерација је више од 60%. Када људи немају посао више од две године, они губе своје здравствено осигурање, чиме додатно повећавају проблеме оних који су у сиромаштву. Када млађи људи немају посао, они се ослањају на старије генерације својих породица како би им омогућили да преживе тешка времена. Међутим, дугорочна незапосленост широм земље доводи до смањења пензијских фондова због тога што добијају мање новца од радног становништва, тако да оне старије генерације добијају мање новца како би обезбедиле млађим генерацијама и њиховим целим породицама, што их све више ставља у категорију сиромаштва. Многи аспекти доприносе проблему. Грчки народ је наставио са губљењем послова и смањивањем плата, као и дубоким смањењем надокнаде радника и социјалних заштита. За оне који раде, њихове плате су опале. Од 2008. до 2013. године, Грци су у просеку постали сиромашнији за 40%, а у 2014. години њихов приход домаћинства пада испод нивоа из 2003. године. Економско истраживање Грчке 2016. године показује оптимизам у јачем опоравку 2017. године користећи ствари као што су реформе и изван улагања на радна места како би се помогло промени курса високог нивоа сиромаштва.